# Mete Ekşi
Mete Ekşi (* 1972 in Berlin; † 13. November 1991 ebenda) war ein deutscher Jugendlicher mit türkischer Familien-Geschichte, der als 19-Jähriger bei einer gewalttätigen Auseinandersetzung am Berliner Adenauerplatz ums Leben kam. Er wurde in Berlin geboren, lebte als Kind in Kreuzberg und besuchte das Sophie-Charlotte-Gymnasium in Charlottenburg.

## Schlägerei und Tod
Am 27. Oktober 1991 wurde Ekşi in eine gewalttätige Auseinandersetzung am Berliner Adenauerplatz verwickelt. Daran beteiligt waren drei Brüder aus Marzahn, Martin (18), Markus (24), Michael Sch. (25 Jahre alt), sowie eine Gruppe türkischstämmiger Kreuzberger. Mete Ekşi brach nach Schlägen mit einem Baseballschläger blutend zusammen. Er lag daraufhin 17 Tage im Koma und starb am 13. November 1991. Der 25-jährige Michael Sch. wurde als Täter am 21. Januar 1994 zu drei Jahren und neun Monaten Haft verurteilt. Die Tatwaffe brachte nicht Michael Sch. an den Tatort, sondern einer der Kreuzberger Jugendlichen.
Zunächst gingen viele Medien und auch die türkische Community von einer ausländerfeindlichen Tat aus. Das Gericht hat in der mehrtägigen Beweisaufnahme aber keinerlei „Rassenhass oder Ausländerfeidlichkeit als Tathintergrund feststellen können“. Vereinzelt sprechen Autoren noch von einem ausländerfeindlichen Angriff. Die GEW Berlin ist der Auffassung, Ekşi sei „bei einer alltäglichen Auseinandersetzung zwischen deutschen und türkischen Jugendlichen ums Leben gekommen“. Eberhard Seidel-Pielen schrieb in der taz: „Nicht der Rassismus tötete Mete Eksi, sondern Machismo!“
Am Trauermarsch vom Adenauerplatz zum Rathaus Schöneberg nahmen 5.000 Menschen teil.

## Gedenkstein

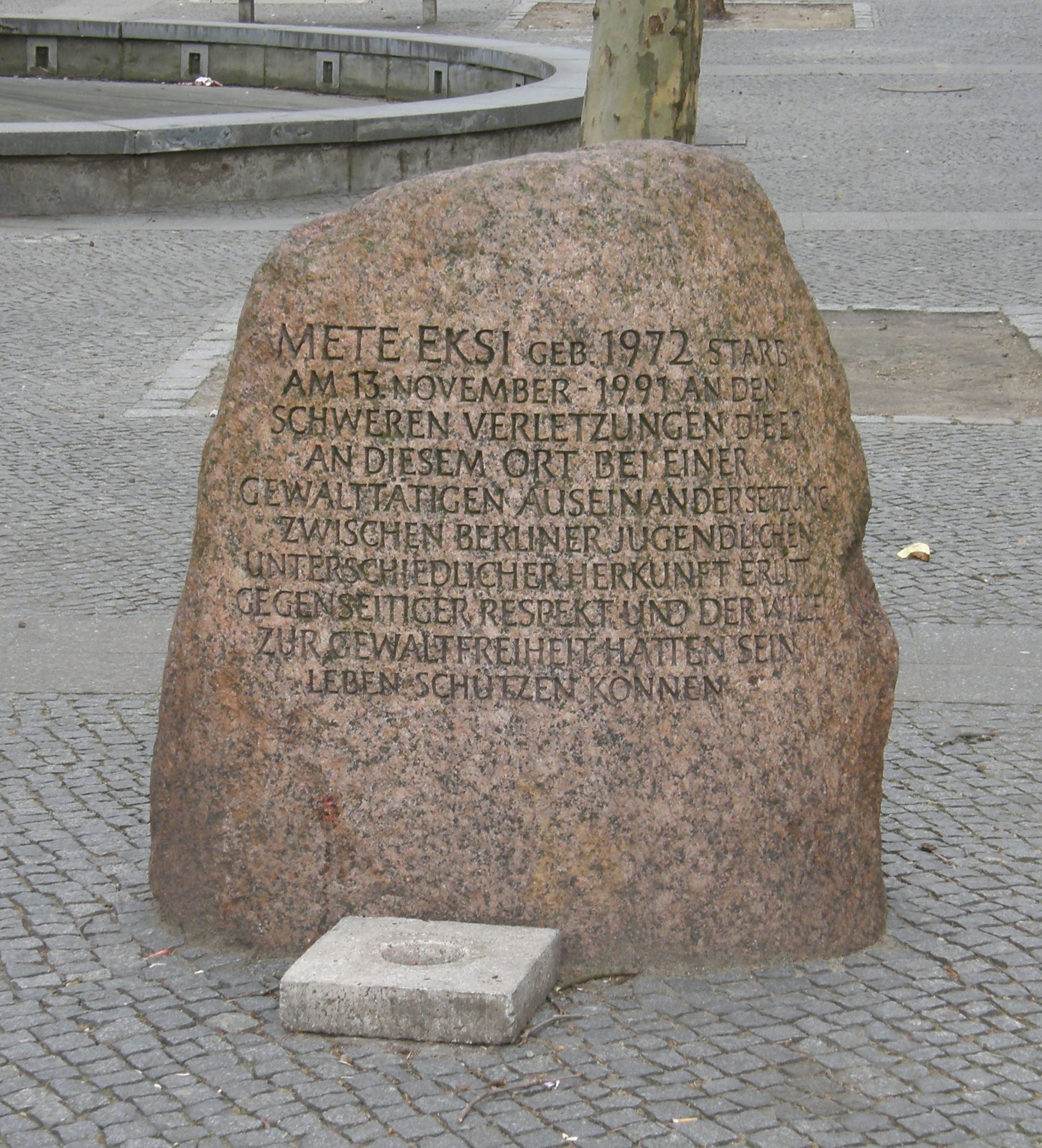
Gedenkstein für Mete Ekşi

Heute erinnert der Mete-Ekşi-Gedenkstein auf dem Berliner Adenauerplatz an den Tod von Mete Ekşi:

„Mete Eksi, geb. 1972, starb am 13. November 1991 an den schweren Verletzungen, die er an diesem Ort bei einer gewalttätigen Auseinandersetzung zwischen Berliner Jugendlichen unterschiedlicher Herkunft erlitt. Gegenseitiger Respekt und der Wille zur Gewaltfreiheit hätten sein Leben schützen können.“

Der Gedenkstein wurde am fünften Todestag von Ekşi, 1996, aufgestellt.
⊙

## Mete-Ekşi-Preis und Mete-Ekşi-Fonds
Seit 1992 loben der Landesverband Berlin der Gewerkschaft Erziehung und Wissenschaft (GEW) und der Türkische Elternverein Berlin Brandenburg jährlich den nach Mete Ekşi benannten Mete-Ekşi-Preis aus, der über den Mete-Ekşi-Fonds finanziert wird.